# الكسندر ميلن
الكسندر ميلن (بالإنجليزية: Alexander Milne)‏ هو شخصية أعمال أمريكي، ولد في 1742 في Fochabers ‏ في المملكة المتحدة، وتوفي في 1 أكتوبر 1838 في نيو أورلينز في الولايات المتحدة.